# U-825
| U-825                      | U-825                                                          | U-825                                                          |
| -------------------------- | -------------------------------------------------------------- | -------------------------------------------------------------- |
|                            |                                                                |                                                                |
|                            |                                                                |                                                                |
|                            |                                                                |                                                                |
| Під прапором               | Третій рейх                                                    | Третій рейх                                                    |
| Спуск на воду              | 16 лютого 1944 року                                            | 16 лютого 1944 року                                            |
| Виведений зі складу флоту  | 13 травня 1945 року                                            | 13 травня 1945 року                                            |
| Сучасний статус            | потоплено                                                      | потоплено                                                      |
| Проєкт                     |                                                                |                                                                |
| Тип ПЧ                     | Торпедний ДПЧ                                                  | Торпедний ДПЧ                                                  |
| Основні характеристики     |                                                                |                                                                |
| Швидкість (надводна)       | 17,7 вузла                                                     | 17,7 вузла                                                     |
| Швидкість (підводна)       | 7,6 вузла                                                      | 7,6 вузла                                                      |
| Робоча глибина занурення   | 100 м                                                          | 100 м                                                          |
| Гранична глибина занурення | 220 м                                                          | 220 м                                                          |
| Екіпаж                     | 44 особи                                                       | 44 особи                                                       |
| Розміри                    |                                                                |                                                                |
| Довжина найбільша (по КВЛ) | 67,1 м                                                         | 67,1 м                                                         |
| Ширина корпусу найб.       | 6,2 м                                                          | 6,2 м                                                          |
| Висота                     | 9,6 м                                                          | 9,6 м                                                          |
| Середня осадка (по КВЛ)    | 4,70 м                                                         | 4,70 м                                                         |
| Водотоннажність надводна   | 769 т                                                          | 769 т                                                          |
| Озброєння                  |                                                                |                                                                |
| Артилерія                  | одна палубна гармата калібру 88-мм, одна 20-мм зенітна гармата | одна палубна гармата калібру 88-мм, одна 20-мм зенітна гармата |
| Торпедно- мінне озброєння  | 4 носових і один кормовий ТА. 14 торпед або 26 мін             | 4 носових і один кормовий ТА. 14 торпед або 26 мін             |

U-825 — німецький підводний човен типу VIIC, часів Другої світової війни.
Замовлення на будівництво човна віддане 8 червня 1942 року. Човен заклали на верфі суднобудівної компанії «F. Schichau» у місті Данциг 19 липня 1943 року під заводським номером 1588, спущений на воду 16 лютого 1944 року. 4 травня 1944 року увійшов до складу 8-ї флотилії. Також за час служби входив до складу 11-ї флотилії. Єдиним командиром підводного човна був оберлейтенант-цур-зее Гергард Штелькер.
Човен виконав 2 бойових походи, в яких пошкодив 2 судна.
Капітулював 13 травня 1945 року у Лох-Еріболл, Шотландія. Пізніше переведено до Лізагаллі. Потоплено 3 січня 1946 року північніше Ірландії (55°31′ пн. ш. 07°30′ зх. д. / 55.517° пн. ш. 7.500° зх. д.) у рамках проведення операції «Дедлайт».

## Потоплені та пошкоджені кораблі[3]
| Назва       | Тип        | Належність | Дата          | Тоннаж (БРТ) | Вантаж                                        | Статус     | Місце                                                      |
| Solør       | танкер     | Норвегія   | 27 січня 1945 | 8262         | 11 000 т мазуту та планери як палубний вантаж | пошкоджено | 52°35′ пн. ш. 05°18′ зх. д. / 52.583° пн. ш. 5.300° зх. д. |
| Ruben Dario | суховантаж | США        | 27 січня 1945 | 7198         | 8026 т зерна та планери як палубний вантаж    | пошкоджено | 52°35′ пн. ш. 05°18′ зх. д. / 52.583° пн. ш. 5.300° зх. д. |